# Horní Bukovsko
Horní Bukovsko je malá vesnice, část městyse Dolní Bukovsko v okrese České Budějovice v Jihočeském kraji. V roce 2011 zde trvale žilo 101 obyvatel.
Ve vesnici postavené na kopci severně od městyse Dolní Bukovsko je křižovatka silnic do Dolního Bukovska, Zálší a Bzí.

## Historie
První písemná zmínka o vesnici pochází z roku 1354. Zdejší fara je uváděna již ve 14. století, kdy k ní patřily vesnice Zálší, Mažice, Klečata a zaniklý Skrbkov (či Skrblov). Bukovsko patřilo nejdříve k panství týnskému, které v roce 1422 získal Oldřich II. z Rožmberka, společně s Janem ze Soutic. Po roce 1461 se celé panství dostalo pánům Soutickým, v 16. století se Horní Bukovsko dostalo k pánům Vratislavům z Mitrovic, kteří zdejší dvůr drželi až do roku 1923, kdy byl rozparcelován.

## Obyvatelstvo
| Rok            | 1869 | 1880 | 1890 | 1900 | 1910 | 1921 | 1930 | 1950 | 1961 | 1970 | 1980 | 1991 | 2001 | 2011 | 2021 |
| -------------- | ---- | ---- | ---- | ---- | ---- | ---- | ---- | ---- | ---- | ---- | ---- | ---- | ---- | ---- | ---- |
| Počet obyvatel | 239  | 273  | 241  | 255  | 242  | 242  | 219  | 178  | 198  | 157  | 133  | 109  | 102  | 101  | 97   |
| Počet domů     | 39   | 40   | 38   | 39   | 40   | 37   | 41   | 45   | 44   | 41   | 38   | 41   | 47   | 49   | 49   |

## Obecní správa
Při sčítání lidu v letech 1850–1914 Horní Bukovsko bylo osadou obce Zálší v okrese Třeboň. V letech 1914–1975 bylo samostatnou obcí, se kterým patřilo nejprve do okresu Třeboň, ale v roce 1950 v okrese Týn nad Vltavou a od roku 1960 v okrese České Budějovice. Od 1. července 1975 je částí městyse Dolní Bukovsko v okrese České Budějovice.

## Pamětihodnosti
Ve středu osady stojí kostel svatého Štěpána, původně gotický ze 14. století, barokně přestavěný v roce 1670, naposledy upravován v 18. století. Hranolová barokní věž byla vystavěna kolem roku 1700. Doposud chátrající dvůr je v severní části vesnice.

## Zajímavosti
Škola v Horním Bukovsku nebývala, obec byla přiškolena k Dolnímu Bukovsku.
Na počátku 20. století žilo v Horním Bukovsku 240 obyvatel. Ve dvacátých létech 20. století už obcí dvakrát denně projížděl autobus do Veselí nad Lužnicí a do Týna nad Vltavou.